# 唐震 (天順進士)
唐震（1424年—？），字孔亨，湖廣長沙醴陵縣人，明朝政治人物。進士出身。

## 生平
湖廣鄉試第二名。天順八年（1464年）甲申科會試第二十二名，殿試登進士第三甲第五十三名。

## 家族
曾祖唐國祥。祖父唐伯遜。父亲唐時恢。